# Parasulenus viossati
Parasulenus viossati är en skalbaggsart som beskrevs av Stefan von Breuning 1971. Parasulenus viossati ingår i släktet Parasulenus och familjen långhorningar.
Artens utbredningsområde är Madagaskar. Inga underarter finns listade i Catalogue of Life.